# Alexander Schnell
Alexander Schnell (Berlín, 24 de febrero de 1971) es un filósofo de origen germano-búlgaro, instalado en Alemania.

## Biografía
Alexander Schnell pasó su niñez y su adolescencia en Berlín Oeste y en Heidelberg. Después de completar los títulos de bachillerato francés y alemán en 1989 en el Liceo Francés de Berlín, estudió ingeniería civil en la Universidad de París 6 y filosofía en la Universidad de París 1. Obtuvo la Agregación (Concurso Nacional en Francia para dar clases en la Universidad) en 1997. Las enseñanzas de Jean-Toussaint Desanti y de Marc Richir fueron decisivas en su carrera.
Después de haber enseñado dos años en Bulgaria, en la Universidad «St. Kliment Ohridski» de Sofía, obtuvo una beca-salario (ALER-MO por sus siglas en francés) para dar clases en la Universidad y después se convirtió Adjunto Temporal de la Enseñanza y la Investigación (ATER por su acrónimo en francés). En 2001, se doctoró bajo la dirección de Françoise Dastur con una tesis titulada: El problema del tiempo en Husserl (1893-1918). Fue nombrado Profesor de Universidad (con el grado de Maître de Conférence, pudiendo dar clases hasta el grado de máster) en la Universidad de Poitiers en 2002, también ha enseñado en la Universidad de París 12, en la Universidad París 7 y en la Universidad de París 1. En 2008, consiguió la Habilitación para Dirigir Investigaciones (H.D.R. su sigla en francés, permite ser director de estudiantes de doctorado además de dar clases en la Universidad), con una tesis bajo la dirección de Jean-François Cortina sobre el tema: Figuras del transcendental: Fichte, Schelling, Husserl, Heidegger. En 2007, fue nombrado Profesor de Conferencias en la Universidad de París IV París Sorbonne. Desde su fundación en 2007 y hasta 2011, participó activamente en el programa Máster-Mundus EuroPhilosophie (Filosofía alemana y francesa en el espacio europeo). En 2012, fundó el Centro de Estudios de Filosofía Clásica Alemana y Contemporánea (CEPCAC por sus siglas en francés) en la Universidad de París IV París Sorbonne.
Alexander Schnell ha enseñado regularmente en la Universidad Paris-Sorbonne-Abou Dabi y ha sido profesor invitado en las Universidades de Memphis (Estados Unidos), en la Universidad de Hosei en Tokio (Japón) y en la Universidad de Friburgo (Alemania). Entre 2014 y 2016 fue jefe del departamento de filosofía y de sociología en la Universidad Paris-Sorbonne-Abou Dabi. Desde 2016, es profesor de Filosofía Teórica y Fenomenología en la Universidad de Wuppertal.

## Obra
Alexander Schnell es especialista en idealismo alemán y fenomenología. Es autor de una decena de libros y de numerosos artículos sobre Kant, Fichte, Schelling, Husserl, Heidegger, así como de Lévinas y Richir. Ha realizado además numerosas traducciones de obras filosóficas, tanto del alemán al francés como también del francés al alemán e incluso al búlgaro. Desde hace algunos años, se ocupa de desarrollar una posición propia, donde confluyen el idealismo alemán y las fenomenologías alemana y francesa, apoyándose en la estética y en la antropología. Sus esfuerzos se dirigen a retomar el proyecto husserliano de una fenomenología del conocimiento en el marco de la fenomenología, comprendida como idealismo transcendental, y elaborar los fundamentos especulativos de la fenomenología. Su posición filosófica se caracteriza como «fenomenología constructiva», «transcendantalismo especulativo» o, más recientemente, como «fenomenología generativa». Redacta sus trabajos principalmente en francés y en alemán.

## Monografías
En francés:
- La Genèse de l’apparaître. Études phénoménologiques sur le statut de l’intentionnalité, Beauvais, Mémoires des Annales de Phénoménologie, 2004.
- Temps et Phénomène. La phénoménologie husserlienne du temps (1893-1918), coll. «Europæa Memoria» (diff. Vrin), Hildesheim, Olms, 2004.
- De l’existence ouverte au monde fini. Heidegger 1925-1930, Paris, Vrin, coll. «Bibliothèque d’Histoire de la Philosophie – Poche», 2005.
- Husserl et les fondements de la phénoménologie constructive, coll. «Krisis», Grenoble, J. Millon, 2007.
- Réflexion et spéculation. L'idéalisme transcendantal chez Fichte et Schelling, coll. «Krisis», Grenoble, J. Millon, 2009.
- En deçà du sujet. Du temps dans la philosophie transcendantale allemande, coll. «Epimethée», Paris, PUF, 2010.
- En face de l'extériorité. Levinas et la question de la subjectivité, coll. «Bibliothèque d’Histoire de la Philosophie - Poche», Paris, Vrin, 2010.
- Le sens se faisant. Marc Richir et la refondation de la phénoménologie transcendantale, préface de Guy van Kerckhoven, Bruxelles, Ousia, 2011.
- En voie du réel, Paris, Hermann (Le bel aujourd'hui), 2013.
- Qu'est-ce que le phénomène? , Paris, Vrin, 2014.
- L'effondrement de la nécessité, coll. «Krisis», Grenoble, J. Millon, 2015.
- La déhiscence du sens, Paris, Hermann (Le bel aujourd'hui), 2015.

En alemán:
- Hinaus. Entwürfe zu einer phänomenologischen Metaphysik und Anthropologie, Würzburg, Königshausen & Neumann, "Orbis Phaenomenologicus", n° 24, 2011.
- Wirklichkeitsbilder, Tübingen, Mohr Siebeck (Philosophische Untersuchungen), 2015.

## Ediciones Colaborativas (selección)
En francés: (propuesta de título en español) / título original
- (La Felicidad) / Le Bonheur, coll. «Thema», Paris, Vrin, 2006 (avec les contributions de J.-F. Balaudé, E. Cattin, J.-P. Cléro, F. Fischbach, A. Gigandet, J.-Ch. Goddard, B. Himmelmann, Ch. Ramond et L. Vincenti).
- (Investigaciones Fenomenológicas actuales en Rumania y en Francia) / Recherches phénoménologiques actuelles en Roumanie et en France, I. Copoeru, A. Schnell (éds.), coll. «Europæa Memoria», Hildesheim, Olms (diff. Vrin), 2006.
- (El Tiempo) / Le Temps, coll. «Thema», Paris, Vrin, 2007 (avec les contributions de J.-P. Anfray, Ch. Bouton, M. Lequan, B. Mabille, T. Pedro, S. Roux, A. Schnell, F. Vengeon et F. Worms).
- (La Imagen) / L’Image, coll. «Thema», Paris, Vrin, 2007 (avec les contributions de D. Giovannangeli, E. Grasso, O. Moulin, D. Perrin, P. Rodrigo, A. Sauvagnargues, A. Schnell, C. Soler, F. Vengeon, T. Vladova).
- (La Obra del Fenómeno. Combinaciones de filosofías ofrecidas a Marc Richir) / L’Œuvre du phénomène. Mélanges de philosophie offerts à Marc Richir, P. Kerszberg, A. Mazzù, A. Schnell (éds.), Bruxelles, Ousia, 2009.
- (La Fenomenología como Filosofía Primera) / La phénoménologie comme philosophie première, K. Novotný, A. Schnell, L. Tengelyi (éds.), Amiens, Mémoires des Annales de Phénoménologie, Prague, Filosofia, 2011.
- (¿Cómo fundar la Filosofía? El Idealismo alemán y la cuestión del Principio Primero) / Comment fonder la philosophie ? L'idéalisme allemand et la question du principe premier, G. Marmasse, A. Schnell (éds.), Paris, CNRS-éditions, 2014.
- (Releer Totalidad e Infinito de Emmanuel Levinas) / Relire Totalité et infini d'Emmanuel Levinas, D. Cohen-Levinas, A. Schnell (Hg.), Paris, Vrin, 2015.

'En alemán: (propuesta de título en español) / título original
- (El ser y el Fenómeno. Doctrina de la Ciencia de 1804 de J.G. Fichte) / Sein und Erscheinung. Die Wissenschaftslehre 1804 J.G. Fichtes, J.-C. Goddard, A. Schnell (éds.), Paris, Vrin, 2009.
- (Imaginación y Reflexión. Recientes Investigaciones Filosóficas sobre Novalis) / Einbildungskraft und Reflexion. Neuere philosophische Untersuchungen zu Novalis. A. Dumont, A. Schnell (éd.) LIT-Verlag, Berlín, Münster etc., 2016.